# 加護亞依
加護亞依（日语：／ Kago Ai，1988年2月7日—），生於日本奈良縣大和高田市，早安少女組。前成員（第4期）及二人女子組合W成員。由於兩度吸煙被登上媒體版面，於2007年3月26日被所屬經紀公司UP-FRONT AGENCY解僱。與辻希美組成的二人組合W亦被迫解散。2008年4月經由其他經紀公司復出獨立發展。於2011年12月21日和比她年長21歲有黑道前科的累犯安藤陽彥閃電結婚，婚後育有一女。因遭家暴離婚，2016年8月與一名美容行业的企业家結婚，婚姻僅維持6年後離婚。

## 簡歷

### 早安少女組。時期
- 2000年3月：在東京電視台「ASAYAN」節目內，透過選拔，與石川梨華、吉澤瞳及辻希美一同被選入成為早安少女組。第四期成員。其後後藤真希被分配成為負責指導加護的「教育係」成員。
- 2000年7月：與石川梨華一起加入特殊單位「蒲公英（日语：タンポポ (ハロー!プロジェクト)）」。
- 2000年至2004年：以早安少女組成員及W成員身份參加NHK紅白歌唱大賽。
- 2000年7月：與矢口真里及辻希美組成成員身高少於150cm的特殊單位「迷你早安。（日语：ミニモニ。）」。
- 2000年10月：Mika（椰果少女組。）加入成為迷你早安第四位成員。
- 2001年1月：迷你早安正式初次亮相。
- 2002年9月23日：於蒲公英畢業。
- 2004年1月3日：於中野太陽廣場舉辦的演唱會發表將會與辻希美一起從早安少女組畢業的消息。

### W時期
- 2004年3月：團名「W」決定。
- 2004年5月：與辻希美一起組成新組合W，發表第一首單曲《戀愛假期》（恋のバカンス，翻唱The Peanuts（日语：ザ・ピーナッツ）作品）。
- 2004年8月：與辻希美一起從早安少女組畢業。
- 2004年12月9日：推出書籍《W U+U=UU》。
- 2004年12月31日：以早安少女組特殊單位名義首次參賽NHK紅白歌唱大賽。
- 2005年1月20日：推出寫真集。
- 2005年3月：W首次主演的音樂劇上演。
- 2005年9月7日：發表第六首單曲。
- 2005年10月：W首場單獨演唱會舉行。

### 停職期
- 2006年2月10日，週刊雜誌《FRIDAY》刊登了一篇名為《加護亞依在餐館吸煙》的報導，其後事務所確認事件屬實。由於加護觸犯日本法例《未成年者喫煙禁止法》，被即時停職。[1]
- 2007年1月，返回東京。曾客席觀看「Hello! Project 2007 Winter ～集結! 10th Anniversary～」最後一場演唱會，並開始在事務所任職見習文員處理一般雜務。
- 2007年2月23日，週刊雜誌《FRIDAY》對加護本人進行專訪，內容關於吸煙醜聞的反省[2]，及表示想復出的意向。此時事務所仍未定出加護復出的時間。[3]
- 2007年3月26日，週刊雜誌《週刊現代》刊登了加護懷疑再度吸煙的報導。[4]其後事務所再度確認事件屬實，由於是第二次重犯，事態嚴重，事務所便即時與加護解除合約，加護正式退出演藝圈。[5][6][7]

### 復出演藝圈
- 2008年4月6日：又一年後，網站報導加護復出演藝圈的消息。[8]
- 2008年4月10日：開設官方Fan Club及個人網誌。
- 2008年4月：加護提及第二次吸煙被事務所解僱後，曾用剪刀切割左手腕自殺的事。
- 2008年5月16日：遠赴香港拍攝由洪金寶、吳建豪主演的《功夫廚神》，出發前於成田國際機場召開記者會，是兩年多以來首次在公開場合露面。加護於記者會曾高調提到她已戒煙的二十歳禁煙宣言，但抵達香港後，很快又再次吸煙。
- 2009年1月23日：半裸寫真集《月刊加護亞依》出版。
- 2009年1月30日：被週刊雜誌《FRIDAY》拍到她在已婚男星水元秀二郎（日语：水元秀二郎）家中過夜。[9]年3月3日，水元秀二郎的前妻安惠指控加護介入她家庭，向加護索償1000萬日元。[10][11][12][13][14][15]
- 2011年9月11日：據報導因服用大量藥物而送醫急救，且手腕上有刀子劃過的傷痕[16]。
- 2011年12月21日，與連鎖餐廳老闆安藤陽彥结婚，且已怀孕[17][18]。
- 2012年6月22日，她的女儿出生[19]。
- 2015年多次遭丈夫家庭暴力，其夫於5月12日被警察逮捕。[20]
- 2016年9月帶著女兒與美容業社長吉川義之結婚，其後公佈已懷上第二胎（前述社長之子）[21][22]。
- 2017年2月23日生下一個兒子[23]。加護在個人網誌發表給兒子起名「義繼」。
- 2018年6月15日，早安家族官網發表了加護亞依將以早安家族OG身份，作為嘉賓出演『Hello! Project 2018 SUMMER 〜ALL FOR ONE〜/〜ONE FOR ALL〜』[24][25]。加護其後在8月25日和26日的演出中登台演唱，標誌著她與早安家族以及UFG在時隔12年後終於破冰。
- 2019年1月23日，早安家族官網發表加護亞依將以早安少女組。四期成員的身份，再次作為嘉賓出演3月30日的「Hello!Project　ひなフェス2019」演唱會。當日她與辻希美時隔13年後再次同台演出，標誌著組合W重新合體[26]。6月26日再與辻希美一同以W組合名義出演「東京電視台音樂祭2019」。
- 2020年12月16日，開設個人YouTube頻道。
- 2022年，與吉川離婚。[27]

## 紀錄
2000年創下第51回NHK紅白歌唱大賽紅組最年幼出場紀錄，當時加護年僅12歲10個月又24日。紀錄其後在2007年第58回被同屬早安家族的萩原舞打破。
加護在2004年元旦節目和辻希美挑戰30秒內旋轉直徑12.8米呼啦圈，創下吉尼斯世界紀錄。

## 音樂作品
僅列出個人作品，組合作品請參閱相關組合條目。

### 單曲
- no hesitAtIon（2009年6月24日、QACG-10001）
- オーディオシネマ『私が裁判員に選ばれたっ!』（2010年1月27日、ウェルツレコーズ）

### 專輯
- AI KAGO meets JAZZ〜The first door〜（2010年3月31日、XNAE-10029）

## 出演
僅列出個人作品，組合作品請參閱相關組合條目。

### 電視劇
- 這裡是本池上署1(2002年)
- 這裡是本池上署2(2003年)
- 這裡是本池上署3(2004年)
- 這裡是本池上署4(2004年)
- 愛之詩第9回~12回(2004年)
- 這裡是本池上署5(2005年)

### 電視節目
- Hello! Morning（2000年 - 2007年、東京電視台）

### 廣播節目
- 蒲公英編輯部 Oh-So-Ro! (2000年-2002年)
- 迷你早安，大家Happy (2001年~2003年)

### 電影
- Isle of Lesbos 聲演 Viv（2001年，日語吹替）
- 功夫廚神 飾 沈瑩（2009年，香港電影）
- 飾 サク（2009年）
- 咒怨 黑色少女 主演 裕子（2009年）
- 華鬼 三部作 響×桃子編（日语：華鬼） 飾 土佐塚桃子（2009年）
- 肉食系女子。 主演 大神狩子（2010年）
- 借室還魂（又名《等著你回來》） 飾 秀珍（2010年8月7日，香港電影）

## 書籍
- U+U=W（ユー プラス ユー イコール ダブルユー）（2004年12月4日、竹書房） ISBN 978-4812419472
- （2008年8月25日、MEDIA CREIS） ISBN 978-4-7788-0338-4

### 寫真集
- （2002年5月22日、Wani Books（日语：ワニブックス）、ISBN 978-4847027109）- 早安少女組。個人寫真集系列
- （2003年11月25日、Wani Books、ISBN 978-4847027833）
- （2009年1月23日、新潮社、ISBN 978-4107901958）
- （2009年8月24日、講談社、ISBN 978-4063528152）
- LOS ANGELES（2010年3月25日、GOT（日语：ジーオーティー）、ISBN 978-4860847371）

## 所屬團體
- 早安少女組。（2000年 - 2004年）
- 蒲公英（日语：タンポポ (ハロー!プロジェクト)）（2000年 - 2002年）
- 洗牌團體（日语：シャッフルユニット）
  - 黄色5（2001年　T&Cボンバー解散後）
  - 三人祭（2001年）
  - （2002年）
  - SALT5（2003年）
  - H.P. All Stars（日语：H.P.オールスターズ）（2004年）
- 迷你早安。（日语：ミニモニ。）（2001年 - 2004年）
- Pocky Girls（2002年、江崎固力果Pocky廣告角色）
- 早安少女組。櫻花組（2003年 - 2004年）
- W (Double U)（2004年 - 2007年，2019年）
- Girls Beat!!（2014年 - 2016年）

## 外部鏈接
- Kago Ai Official Website （页面存档备份，存于）
- 加護亜依官方博客「AI, Bonjour」的Ameba部落格（日語）（2016年2月14日 - ）
- 加護亞依 舊個人博客（页面存档备份，存于）（日語）
- 加護亞依的X（前Twitter）（日語）
- 加護亞依的Instagram帳戶
- 加護亞依的Facebook專頁（日語）
- YouTube上的加護ちゃんねる頻道
- Girl'sBeat!!（日語）